# Ainay-le-Vieil
Ainay-le-Vieil est une commune française située dans le département du Cher, en région Centre-Val de Loire.

## Géographie
La commune d'Ainay-le-Vieil est située dans le sud du département du Cher, en bordure de l'Allier sur la limite du Berry et du duché de Bourbon aux abords du canal de Berry, dans l'ancien lit du Cher.
Ainay-le-Vieil est située à 50 km au sud de Bourges et à 12 km de Saint-Amand-Montrond.

### Climat
Pour des articles plus généraux, voir Climat du Centre-Val de Loire et Climat du Cher.
En 2010, le climat de la commune est de type climat océanique dégradé des plaines du Centre et du Nord, selon une étude du CNRS s'appuyant sur une série de données couvrant la période 1971-2000. En 2020, Météo-France publie une typologie des climats de la France métropolitaine dans laquelle la commune est exposée à un climat océanique altéré et est dans la région climatique Ouest et nord-ouest du Massif Central, caractérisée par une pluviométrie annuelle de 900 à 1 500 mm, maximale en automne et en hiver.
Pour la période 1971-2000, la température annuelle moyenne est de 11,7 °C, avec une amplitude thermique annuelle de 16,1 °C. Le cumul annuel moyen de précipitations est de 715 mm, avec 10,4 jours de précipitations en janvier et 7,6 jours en juillet. Pour la période 1991-2020, la température moyenne annuelle observée sur la station météorologique la plus proche, située sur la commune d'Orval à 8 km à vol d'oiseau, est de 12,3 °C et le cumul annuel moyen de précipitations est de 757,1 mm,. Pour l'avenir, les paramètres climatiques de la commune estimés pour 2050 selon différents scénarios d'émission de gaz à effet de serre sont consultables sur un site dédié publié par Météo-France en novembre 2022.

## Urbanisme

### Typologie
Au 1er janvier 2024, Ainay-le-Vieil est catégorisée commune rurale à habitat dispersé, selon la nouvelle grille communale de densité à 7 niveaux définie par l'Insee en 2022.
Elle est située hors unité urbaine. Par ailleurs la commune fait partie de l'aire d'attraction de Saint-Amand-Montrond, dont elle est une commune de la couronne,. Cette aire, qui regroupe 36 communes, est catégorisée dans les aires de moins de 50 000 habitants,.

### Occupation des sols
L'occupation des sols de la commune, telle qu'elle ressort de la base de données européenne d’occupation biophysique des sols Corine Land Cover (CLC), est marquée par l'importance des territoires agricoles (89,2 % en 2018), une proportion identique à celle de 1990 (89,2 %). La répartition détaillée en 2018 est la suivante : 
terres arables (51,6 %), prairies (33,7 %), forêts (8,4 %), zones agricoles hétérogènes (4 %), zones urbanisées (2,4 %).
L'évolution de l’occupation des sols de la commune et de ses infrastructures peut être observée sur les différentes représentations cartographiques du territoire : la carte de Cassini (XVIIIe siècle), la carte d'état-major (1820-1866) et les cartes ou photos aériennes de l'IGN pour la période actuelle (1950 à aujourd'hui).

### Risques majeurs
Le territoire de la commune d'Ainay-le-Vieil est vulnérable à différents aléas naturels : météorologiques (tempête, orage, neige, grand froid, canicule ou sécheresse), inondations, mouvements de terrains et séisme (sismicité faible). Il est également exposé à deux risques technologiques,  le transport de matières dangereuses et la rupture d'un barrage. Un site publié par le BRGM permet d'évaluer simplement et rapidement les risques d'un bien localisé soit par son adresse soit par le numéro de sa parcelle.

#### Risques naturels
Certaines parties du territoire communal sont susceptibles d’être affectées par le risque d’inondation par débordement de cours d'eau, notamment le Cher et le Chadet. La commune a été reconnue en état de catastrophe naturelle au titre des dommages causés par les inondations et coulées de boue survenues en 1982 et 1999,.

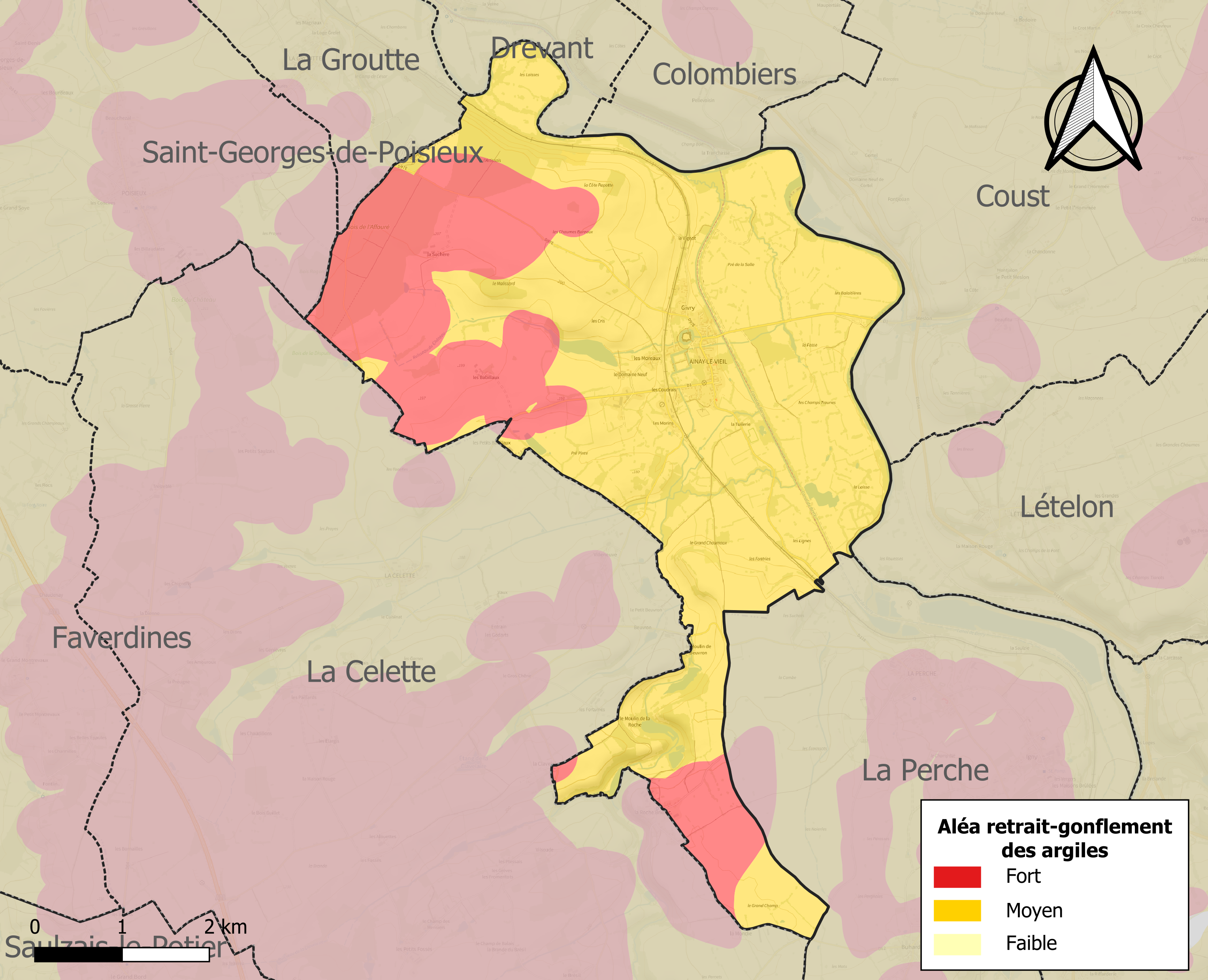
Carte des zones d'aléa retrait-gonflement des sols argileux d'Ainay-le-Vieil.

La commune est vulnérable au risque de mouvements de terrains constitué principalement du retrait-gonflement des sols argileux. Cet aléa est susceptible d'engendrer des dommages importants aux bâtiments en cas d’alternance de périodes de sécheresse et de pluie. La totalité de la commune est en aléa moyen ou fort (90 % au niveau départemental et 48,5 % au niveau national). Sur les 139 bâtiments dénombrés sur la commune en 2019, 139 sont en aléa moyen ou fort, soit 100 %, à comparer aux 83 % au niveau départemental et 54 % au niveau national. Une cartographie de l'exposition du territoire national au retrait gonflement des sols argileux est disponible sur le site du BRGM,.
Concernant les mouvements de terrains, la commune a été reconnue en état de catastrophe naturelle au titre des dommages causés par la sécheresse en 1989, 2019 et 2020 et par des mouvements de terrain en 1999.

#### Risques technologiques
Le risque de transport de matières dangereuses sur la commune est lié à sa traversée par des infrastructures routières ou ferroviaires importantes ou la présence d'une canalisation de transport d'hydrocarbures. Un accident se produisant sur de telles infrastructures est en effet susceptible d’avoir des effets graves au bâti ou aux personnes jusqu’à 350 m, selon la nature du matériau transporté. Des dispositions d’urbanisme peuvent être préconisées en conséquence.
La commune est en outre située en aval du barrage de Rochebut, de classe A et faisant l'objet d'un PPI. À ce titre elle est susceptible d’être touchée par l’onde de submersion consécutive à la rupture de cet ouvrage.

## Toponymie
Bas latin Aginacus. Nom de personne d’origine germanique Agina et faux suffixe de possession iacus.
Segaudo de Anniaco, vers 1061 (Cartulaire de l'abbaye Saint-Sulpice de Bourges, charte 58, p. 127) ; De Aigennaico, 1064 (Archives départementales du Cher -4 H, abbaye Saint-Sulpice de Bourges) ; Segaudo de Ainnaco, vers 1072 (Cartulaire de Saint-Sulpice de Bourges, charte 64, p. 138) ; De Ainnaco, 1075 (Archives départementales du Cher-4 H, abbaye Saint-Sulpice de Bourges) ; Ainai, 1198 (Archives départementales du Cher-8 H, abbaye de Noirlac) ; Aynolium, 1230 (Cartulaire de l'abbaye Notre-Dame de Fontmorigny) ; Ynaium propre Karentonium, 1300 (Archives départementales du Cher-8 G, chapitre Saint-Étienne de Bourges) ; Aynolium Vetus, 1318 (Archives départementales du Cher-8 G, chapitre Saint-Étienne de Bourges) ; Ynay le Vieil, octobre 1400 (Archives nationales-JJ 155, n° 233, fol. 143) ; Ynay le Vielh, 1420 (Archives départementales du Cher-E, seigneurie de Saint-Amand) ; Ygnec, 1422 (Archives Départementales du Cher-40 H, abbaye Notre-Dame de Charenton-du-Cher) ; Aynay le Viel, parroisse et grand chastel fort près le Cher de la mesme élection de Sainct Amand, 1569 (Nicolay, Description générale du Bourbonnais, p. 128, 188) ; Ayany le Viel, parroisse où est le chastel fort et lieu seigneurial dudict Aynay, 1569 (Nicolas de Nicolaÿ, Description générale du Bourbonnais, p. 133) ; Parroisse d’Esnay le Vieil, 1579 (Archives départementales du Cher-38 H, abbaye de Bussières) ; Le Bourg d’Aisnay le Vieil, 1660 (Archives départementales du Cher-8 G, chapitre Saint-Étienne de Bourges) ; Ainay le Vieil, 6 novembre 1788 (A.D. 18-C 1109, Élection de Saint-Amand-Montrond) ; Ainay le Vieil, XVIIIe s. (Carte de Cassini).
Le bas latin Viculus, diminutif du latin vicus, signifie petit village ouvert créé près de la ville forte, castrum ou castellum ; la forme latine Vetus est la traduction littérale de la forme romane Vieux incomprise.
Ce nom s'oppose à Ainay-le-Château, département de l'Allier.

## Politique et administration
| Période                                  | Période  | Identité            | Étiquette | Qualité                                         |
| ---------------------------------------- | -------- | ------------------- | --------- | ----------------------------------------------- |
| Les données manquantes sont à compléter. |          |                     |           |                                                 |
| avant 1995                               | ?        | Roger Jacquin       |           |                                                 |
| mars 2001                                | 2008     | Xavier de Peyronnet |           |                                                 |
| mars 2008                                | 2014     | Michel Lacombe      |           |                                                 |
| mars 2014                                | En cours | Marie Sartin,       |           | Ancien artisan, commerçant ou chef d'entreprise |

## Démographie
L'évolution du nombre d'habitants est connue à travers les recensements de la population effectués dans la commune depuis 1793. Pour les communes de moins de 10 000 habitants, une enquête de recensement portant sur toute la population est réalisée tous les cinq ans, les populations de référence des années intermédiaires étant quant à elles estimées par interpolation ou extrapolation. Pour la commune, le premier recensement exhaustif entrant dans le cadre du nouveau dispositif a été réalisé en 2004.

En 2022, la commune comptait 191 habitants, en évolution de +4,37 % par rapport à 2016 (Cher : −2,48 %, France hors Mayotte : +2,11 %).
| 1793 | 1800 | 1806 | 1821 | 1831 | 1836 | 1841 | 1846 | 1851 |
| ---- | ---- | ---- | ---- | ---- | ---- | ---- | ---- | ---- |
| 342  | 309  | 343  | 420  | 430  | 408  | 378  | 438  | 451  |

| 1856 | 1861 | 1866 | 1872 | 1876 | 1881 | 1886 | 1891 | 1896 |
| ---- | ---- | ---- | ---- | ---- | ---- | ---- | ---- | ---- |
| 454  | 456  | 475  | 443  | 462  | 458  | 452  | 465  | 494  |

| 1901 | 1906 | 1911 | 1921 | 1926 | 1931 | 1936 | 1946 | 1954 |
| ---- | ---- | ---- | ---- | ---- | ---- | ---- | ---- | ---- |
| 488  | 490  | 508  | 351  | 354  | 322  | 312  | 312  | 300  |

| 1962 | 1968 | 1975 | 1982 | 1990 | 1999 | 2004 | 2006 | 2009 |
| ---- | ---- | ---- | ---- | ---- | ---- | ---- | ---- | ---- |
| 306  | 245  | 193  | 182  | 170  | 198  | 199  | 194  | 221  |

| 2014 | 2019 | 2022 | - | - | - | - | - | - |
| ---- | ---- | ---- | - | - | - | - | - | - |
| 190  | 191  | 191  | - | - | - | - | - | - |

## Culture locale et patrimoine

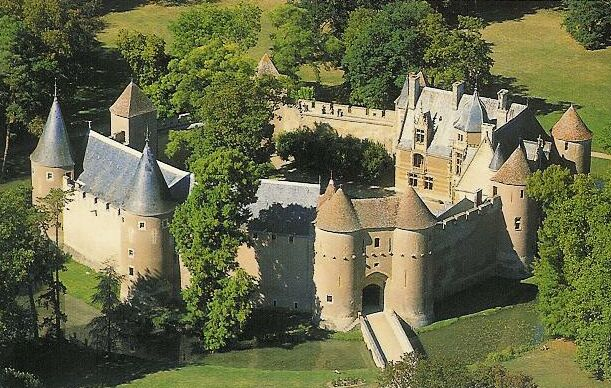
Le château.

### Lieux et monuments
- Le château,  Classé MH (1968)[26].
- L'église Saint-Martin,  Classé MH (1912)[27].
- Le canal de Berry passe par le pont-canal de La Tranchasse[28], que la commune partage avec Colombiers.
- L'ancienne gare d'Ainay-le-Vieil (fermée) sur la ligne de Bourges à Miécaze[29] en service jusqu'à Montluçon.

### Personnalités liées à la commune
- Jacques Cœur (1395/1400 - 1456), marchand français et grand argentier du roi de France par Charles VII ;
- Jean Valette, sculpteur français né à Ainay-le-Viel le 30 mai 1825. Une rue de la commune porte son nom, ainsi qu'un collège à Saint-Amand-Montrond.
- Christophe Pajot (1844-1929), homme politique né à Ainay-le-Vieil, député du Cher de 1885 à 1910 puis sénateur de 1921 à 1929.

### Articles détaillés
- Liste des communes du Cher